# Euphyia burgharti
Euphyia burgharti är en fjärilsart som beskrevs av Diószeghy 1935. Euphyia burgharti ingår i släktet Euphyia och familjen mätare. Inga underarter finns listade i Catalogue of Life.